# Federica Felini
Federica Felini (n. 13 aprilie 1983, Lodi, Lombardia, Italia) este un fotomodel și o moderatoare de televiziune italiană.